# Хачен

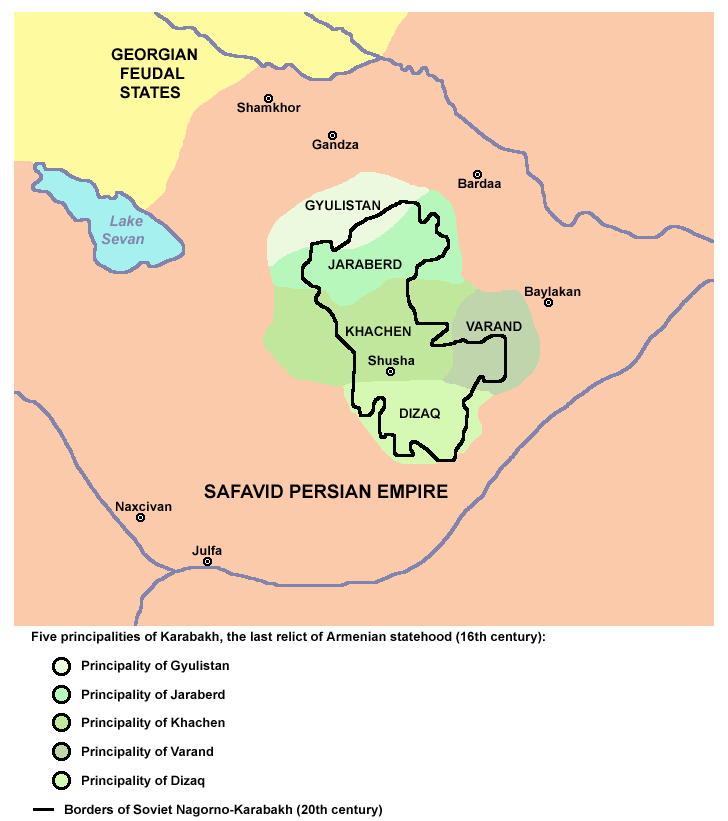

Хачен, офіційно Хаченське князівство (вірм. Խաչեն, азерб. Xaçın) — середньовічне вірменське феодальне князівство на території сучасної Нагірно-Карабаської Республіки, що зіграло значну роль в політичній історії Вірменії та всього регіону в цілому у X—XVI ст.

## Історія
Починаючи з середини VII століття до кінця IX століття в Арцасі (історична область Вірменії), що знаходилася під арабським пануванням, процвітав княжий рід Араншахіків. В кінці IX століття дві гілки цього роду, під патронажем вірменського царського роду Багратуні, створили Дізакське царство і Хаченське князівство. Територія увійшла до складу Багратідської Вірменії. Візантійський імператор Костянтин Багрянородний свої офіційні листи адресував «князю Хачену — до Вірменії».
|  | «… за Берда'а та Шамкуром народ з племені вірмен…» «Шлях з Берда'а в Дабіль пролягає по землям вірмен, та всі ці міста в царстві Санбата, сина Ашута» - Істахрі, X століття |

На початку X століття син Грігор-Амама Саак Севада на півночі Арцаху та гірській частині Утіку заснував вірменське царство Парісос. Остання після 150 років існування, в результаті нашестя Гянджінського емірату Падланідів припинило своє існування. У 820 — рр. Сахл Смбатян (Сахл ібн Сунбат ал-Армані ) після низки військово-політичних заходів стає першим князем Хаченского князівства. В кінці XII століття Хачен розділилося на три гілки:
- Верхній Хачен (Сотк, Цар)
- Нижній Хачен (Гандзасар з околицями, Великий Аранк з долинами річок Хаченагету, Каркару і частиною Абанду)
- Атерк (лівобережжя річки Трту до Дадіванку)

Область Арцах змінила назву Хачен починаючи з X століття, оскільки більша частина області перебувала у складі князівства Хачен. Остання проіснувала в зазначених межах до XVI століття, після чого розпалося на ряд дрібніших вірменських князівств. До XVI століття територія власне Хаченського князівства скоротилася і охоплювала простір від правобережжя річки Хаченагет до південного берега річки Каркар (приблизно збігається з територією нинішнього Аскеранський району Нагірно-Карабахської Республіки).
Аж до початку XIII століття на території Хаченського князівства сюзереними правами володіли князі Атерку. Після смерті Вахтанга Тагаворазна (1214 р.) це право остаточно перейшло до владик Нижнього Хачену, першим сюзереном правителів з яких стає Гасан-Джалал Дола. З цього історичного періоду гілка Араншахіків Нижнього Хачену іменувалося Гасан-Джалалян. У той же самий час на території Верхнього Хачену продовжували панувати родинні Гасан-Джалалянам князі Допяни. Після смерті Грігора II Допяна (після 1331 р.), цей рід втратив свій колишній вплив, а з кінця XV століття Верхній Хачен ділився на три княжі гілки.
|  | «Хачен країна важкодоступна, серед гір та лісів. Це одна з областей Аррана, де проживають вірмени (населення «є вірменське» - «армані анд»). Люди Абхаза називають їх падишаха «тагавер» - Перська хроніка, XIII століття |

Рід Гасан-Джалалянів вів своє походження від князів Вахтангянів, які, у свою чергу, були гілкою княжого роду Араншахік, нащадків Арана, нащадка патріарха вірмен Айка Наапета. Рід Гасан-Джалалян (іноді зустрічається в російських джерелах як Гасан-Джалалянц, Джалалянц або Джалалови) сам послужив початком деяким іншим вірменським князівським родам; наприклад, княжий рід Атабекян веде своє походження від Іване-Атабака I, єдиного сина князя Гасан-Джалал Дола. Сам князь Гасан-Джалал Дола був сином князя Вахтанга Тангіка і княгині Хорішах, сестри вірменських князів Закаре і Іване Закарянів.
У період правління Гасан-Джалалянів Хаченське князівство процвітало. Князь Гасан-Джалал Дола вів активне будівництво церков, фортець та інших цивільних, духовних і військових споруд. При ньому був відновлений родовий замок — Хаченаберд (Хоханаберд), що став однією з ланок у системі оборонних споруд Арцаху. У пору політичного піднесення Хаченського князівства був також побудований Гандзасарський монастир (1238), де з XV ст. перебував патріарший престол північно-східних провінцій Вірменії. Цей монастир був і став родовою усипальницею князів Гасан-Джалалянів, представник якого традиційно очолював патріарший престол Арцаху.
Хаченське князівство вело активну зовнішню політику. Перед загрозою монголо-татарської навали князь Гасан-Джалал Дола зумів встановити дипломатичні відносини з монголо-татарськими завойовниками і частково вберегти свій край від розорення. Гасан-Джалал Дола також зіграв посередницьку роль у встановленні дипломатичних контактів між Кілікійським вірменським царством і монголами. Сам князь двічі очолював дипломатичну місію Хачену до столиці монгольської держави — міста Каракорум.
У пізньому середньовіччі Хачен зберіг своє політичне становище. І. П. Петрушевський зазначає:
|  | «Хасан-Джалалян походив із знатного вірменського прізвища нащадків меліків округу Хачен в нагірній частині Карабаху, населеній вірменами; предок цього прізвища Хасан-Джалал був князем Хачена в період монгольського завоювання, в XIII ст. При кизилбашському володарюванні Хасан-Джалалян зберів своє становище иеліків хаченських »... |

З XVII по XIX ст. хаченські князі фактично очолювали боротьбу вірменських кназівств Арцаху проти османського і перського панування. Багато в чому завдяки їхнім зусиллям у 1813 році Карабах увійшов до складу Російської імперії. У середині XIX століття вже у складі Російської імперії Хаченське князівство (мелікство) було скасовано і перетворено в повіт.

## Фортеці
|                           |  |                       |  |                           |  |
| Качагакаберд, IX століття |  | Андаберд, IX століття |  | Хоханаберд, XIII століття |  |

## Культура
У Хаченському князівстві продовжувалася розвиватися вірменська культура. Так, деякі з найкращих вірменських хачкарів було створено в Хачен в XIII столітті. До них він відносить дві роботи близько 1246 року в монастирі Гтчаванк. 
У Хачені розвивалася школа вірменської мініатюри, яка зберігала наступність з минулими традиціями. Відомо про два вірменських ілюмінованих Євангелія з Хачена 1224 і близько 1264 років. 
На території Хаченського князівства знаходився Гандзасарський монастир. Він був побудований між 1216—1238 роками та освячений у 1240 році. Будівництво собору було здійснено князем Гасан Джалал Дола. Дослідники вважають його енциклопедією вірменського зодчества XIII століття, відносять його до «п'яти найбільшим спорудам давньої та середньовічної вірменської архітектури». З XIV століття у Гандзасарі знаходився патріарший престол північно-східних провінцій Вірменії. Монастир також став родовою усипальнею хаченських князів.
Серед найбільш значних духовних центрів Хачена були також монастирі Дадіванк і Хатраванк. Головна будівля Дадиванка – хрестово-купольна церква, збудована дружиною князя Вахтанга Арзу-Хатун. На території церкви збереглися хачкари, усередині її прикрашено фресками. 
За Гасан Джалала було відновлено родовий замок — Хоханаберд, який став однією з ланок у системі оборонних споруд Хачена. З численних середньовічних фортець князівства донині частково збереглися Джраберд, Хаченаберд, Дизапайт і Гайлатун.